# Седми конгрес на Съюза на македонските емигрантски организации
Седмият редовен конгрес на Съюза на македонските емигрантски организации е проведен в София от 20 януари 1929 година.

## Решения
Конгресът е проведен половин година след убийството на генерал Александър Протогеров от 7 юли 1928 година и последвалия го Седми конгрес на ВМРО, които водят до разцепление в революционната организация на михайловистко и протогеровистко крило. На когреса присъстват над 400 делегати от 160 дружества из цяла България. Сред делегатите са видни бивши революционери от ВМОРО и дейци от легалното македоно-одринско движение като Димитър Мирчев, доктор Константин Станишев, Тодор Попантов, Ангел Узунов, Йордан Бадев, Георги Кулишев, Петър Мончев, Спиридон Велев, Тома Кърчов, Лев Кацков, Методи Гелев, Георги Томалевски и други. Основният проблем на конгреса е оценка на дейността на Националния комитет, доминиран от михайловистите, както и работата на печатния орган на македонските братства – вестник „Македония“.
Конгресът е бурен и михайловистите с всички средства се опитват да предотвратят критики към Националния комитет и разискване на проблемите във ВМРО. Същевременно политиката на вестник „Македония“ е подложена на критики от михайловистите. Членовете на Националния комитет Евтим Спространов и Йордан Мирчев единствени отказват да поискат оставката на главния редактор Георги Кулишев, който след убийството на Протогеров развива на страниците на вестника сериозна критика срещу Иван Михайлов. На конгреса Спространов и Мирчев напускат сами Националния комитет, в знак на протест срещу водената от ръководството политика и така разцеплението във ВМРО се пренася и в средите на емиграцията.
Конгресът приема Резолюция за положението на българите под гръцка власт и сръбска власт.

## „Едно необходимо осветление“
През март 1929 година дисидентските делегати на конгреса издават брошурата „Едно необходимо осветление“, в която публикуват част от протоколите на Седмия конгрес на братствата, неприетата от Бюрото на конгреса за разискване и гласуване декларация, телеграма от Секретариата на Съюза на македонските студентски дружества, която е прочетена само частично от Бюрото и писмо от македонската емиграция в Цариград, което не е обявено пред делегатите.
| Делегати на Конгреса, подписали „Едно необходимо осветление“ | Делегати на Конгреса, подписали „Едно необходимо осветление“ |
| Име                                                          | Братство                                                     |
| ------------------------------------------------------------ | ------------------------------------------------------------ |
| Димитър Мирчев                                               | Братството в Сливен                                          |
| Ал. Антонов                                                  | Братството в Сливен                                          |
| Методи Гелев                                                 | Братството в Пловдив                                         |
| Тодор Попантов                                               | Братството в Пловдив                                         |
| Христо Коцев                                                 | Братството във Варна                                         |
| Христо Настев                                                | Братството във Варна                                         |
| Ангел Узунов                                                 | Охридското братство в София                                  |
| Кръстьо Йосифчев                                             | Охридското братство в София                                  |
| Йордан Мирчев                                                | по право, като член на Ηационалния комитет                   |
| Спиридон Велев                                               | Крушевското братство в София                                 |
| Лев Кацков                                                   | Братството в Кърджали                                        |
| Д-р Ал. Василев                                              | Братството в Кърджали                                        |
| Вениамин Димитров                                            | Воденското братство в София                                  |
| Йордан Бадев                                                 | Битолското братство в София                                  |
| Георги Кулишев                                               | Дойранското братство в София                                 |
| Петър Мончев                                                 | Братството в Хасково                                         |
| Янко Тасев                                                   | Дебърското братство в София                                  |
| А. Марчинков                                                 | Малешевското братство в София                                |
| Хр. Попвасилев                                               | Малешевското братство в София                                |
| Н. Главинчев                                                 | Охридското братство в София                                  |
| Тодор Калин                                                  | Сярското братство в София                                    |
| Н. Бомболов                                                  | Братството в Хасково                                         |
| Илия Граматиков                                              | Братството в Хасково                                         |
| Стефан Кондолов                                              | Братството в Хасково                                         |
| С. Калчинов                                                  | Демир-хисарското братство в София                            |
| Георги Томалевски                                            | Крушевското братство в София                                 |
| Μатей Гърданов                                               | Крушевското братство в София                                 |
| Владимир Мицев                                               | Крушевското братство в София                                 |
| Тома Кърчов                                                  | Крушевското братство в София                                 |
| Лазар Гошев                                                  | Леринското братство в София                                  |
| М. Петров                                                    | Братството във Варна                                         |
| Кръстю Тачев                                                 | Братството във Варна                                         |
| Христо Малинов                                               | Братството във Варна                                         |
| Ламбро Капитанчев                                            | Братството във Варна                                         |
| Н. Маринчев                                                  | Братството във Варна                                         |
| B. Миовски                                                   | Братството във Варна                                         |
| Кръсто Караскаков                                            | Братството във Варна                                         |
| Сим. Пармаков                                                | Охридското братство в София                                  |
| Н. Бачев                                                     | Охридското братство в София                                  |
| C. Цветков                                                   | Дебърското братство в София                                  |
| Г. Гергинов                                                  | Дебърското братство в София                                  |
| Д. Поцков                                                    | Струмишкото братство в София                                 |
| Τ. Пармаков                                                  | Братството в Троян                                           |
| В. Георгиев                                                  | Братството в Ортакьой                                        |
| Ан. Попхристов                                               | Братството в Ортакьой                                        |